# Audrey Tang
Audrey Tang (kinesiska: 唐鳳; pinyin: Táng Fèng), född den 18 april 1981, än en taiwanesisk programmerare och politiker. Sedan 2016 har hen fungerat som minister med ansvar för digitalisering. Officiellt är hen minister utan portfölj.

## Bakgrund och privatliv
Tang är född i Taipei år 1981. Hen blev intresserad av datorer redan som barn och började lära sig programmering då hen var 8 år gammal. Tang avslutade studier innan gymnasiet och flyttade till Silicon Valley, USA där hen grundade ett programmeringsföretag som 19-åring.
Tang har påbörjat över 100 projekt genom CPAN såsom Perl Archive Toolkit (PAR). Ett annat känt projekt är hakkerikollektiven G0v som grundades år 2012 och syftar till att utveckla medborgarsamhället i Taiwan.
År 2005 började Tang gå igenom könskorrigeringsprocess som hen har beskrivit lätt tack vare stödet från Taiwans HBTQ-gemenskap. Tang har beskrivit sig som post-könslig och accepterar alla pronomen. Enligt sin egen berättelse satte hens föräldrar inga könsliga ramar eller förväntningar för hen, och kände sig varken som pojke eller flicka. Tangs intelligenskvot är 180.

## Politisk karriär
I oktober 2016 nominerades Tang som minister utan portfölj med ansvar för digitalisering. Hen blev landets första transsexuella minister. Ytterligare är hen Taiwans yngsta minister.
Som minister har Tang försökt importera verksamhetsmodeller från hakkerikollektiver till satsförvaltningen som innebär bl.a. radikal transparens. Hen vill också utöka och förstärka statliga digitala tjänster och kanaler som skulle motverka olika falska nyheter. Tang har beskrivit sig att vara en anarkist vars slutliga mål är att bli av med alla stater.
Tang representerade Taiwan i Summit for Democracy som ordnades av USA:s president Joe Biden i december 2021.
I mars 2022 nominerades Tang som chef av en arbetsgrupp var uppgift är att skapa ett nytt digitaliseringsministerium. Regeringen har inte givit någon deadline för arbetsgruppen om när ministeriet ska börja sitt arbete officiellt.